# Sabia parviflora
Sabia parviflora är en tvåhjärtbladig växtart som beskrevs av Nathaniel Wallich och William Roxburgh. Sabia parviflora ingår i släktet Sabia och familjen Sabiaceae. Inga underarter finns listade.